# Asma al-Asad
Asma al-Asad, z domu al-Achras (arab. أسماء الأخرس; ur. 11 sierpnia 1975 w Londynie) – żona byłego prezydenta Syrii Baszara al-Asada i pierwsza dama tego kraju od 13 grudnia 2000 do 8 grudnia 2024.

## Życiorys
Pochodząca z sunnickiej rodziny syryjskiej osiadłej w Wielkiej Brytanii, Asma urodziła się i dużą część życia spędziła w Londynie. Ukończyła informatykę w King’s College London. Po ukończeniu studiów (w 1996) pracowała m.in. jako ekonomistka w Deutsche Bank.
Syna ówczesnego prezydenta Syrii Hafiza al-Asada Baszara poznała, kiedy ten pracował przez pewien czas jako lekarz w jednym z londyńskich szpitali. Już wówczas typowany był na kolejnego prezydenta Syrii. Pobrali się na prywatnej ceremonii w grudniu 2000, kiedy on był już prezydentem.
Po upadku rządów jej męża 8 grudnia 2024 roku wraz z dziećmi uciekła do Rosji.